# Polygala pseudohospita
Polygala pseudohospita är en jungfrulinsväxtart som först beskrevs av Sophia G. Tamamschjan, och fick sitt nu gällande namn av Sophia G. Tamamschjan. Polygala pseudohospita ingår i släktet jungfrulinssläktet, och familjen jungfrulinsväxter. Inga underarter finns listade i Catalogue of Life.